# Alfons Bilharz
Richard Alexander Alfons Bilharz (* 2. Mai 1836 in Sigmaringen; † 23. Mai 1925 ebenda) war ein Mediziner und Philosoph.

## Leben und Wirken
Bilharz wuchs in Sigmaringen auf, wo er am Fürstlichen Gymnasium sein Abitur machte. Er studierte in Freiburg, Heidelberg, Würzburg, Berlin und Wien. Während seines Studiums wurde er im Wintersemester 1856/57 Mitglied der Burschenschaft Arminia Würzburg. 1861 wurde er in Berlin als Arzt approbiert. Anschließend unternahm er viele Reisen, besuchte unter anderem seinen Bruder, der zu dieser Zeit in Kairo arbeitete. Anschließend ging Bilharz für 13 Jahre nach Nordamerika, wo er als Arzt tätig war. Nach seiner Rückkehr wurde er Direktor des Landesspitals in Sigmaringen. Neben der Medizin beschäftigte er sich stets intensiv mit der Philosophie. Er gehörte zu den frühen Anhängern Arthur Schopenhauers und hinterließ ein umfangreiches Schriftenwerk.
Ein Nachlass von Alfons Bilharz befindet sich in der Universitätsbibliothek Tübingen.

## Familie
Sein älterer Bruder, Theodor Bilharz, war ein bedeutender Arzt, Forschungsreisender und Entdecker der Bilharzia-Krankheit (Bilharziose). Ihre Mutter war eine geborene Fehr, die verwandt waren mit der Patrizierfamilie Zollikofer des schweizerischen Kantons Thurgau. Der Katholik Alfons Bilharz heiratete die evangelische Adele Bilharz, geb. Fasnacht (28. Juli 1851 – 14. Oktober 1914).

## Werke
- Der heliocentrische Standpunct der Weltbetrachtung. Grundlegungen zu einer wirklichen Naturphilosophie, 1879
- Erläuterungen zu Kant's Kritik der reinen Vernunft, 1884
- Metaphysik als Lehre vom Vorbewussten, 1897
- Die Lehre vom Leben, 1902
- Mit Kant über Kant hinaus, 1904
- Neue Denklehre, 1908
- Philosophie als Universalwissenschaft. Deduktorisch dargestellt, Wiesbaden 1912